# Magyarországi Szlovének Szövetsége
A Magyarországi Szlovének Szövetsége a Magyarországon élő szlovének érdekképviseleti szerve.

## Története
1990. október 27-én fiatal értelmiségiek egy csoportja kilépett a Magyarországi Délszlávok Demokratikus Szövetségéből, és megalapították a Magyarországi Szlovének Szövetségét. A társaság a Lipa (szlovén szó, jelentése: hársfa) szlovén egyesületből nőtte ki magát.

## Feladata
Alapszabályában hangsúlyozza, hogy saját eszközeivel erősíti és fejleszti a magyarországi szlovének identitását, és nemzeti öntudatát.
Feladata az anyanyelv és a kulturális hagyományok ápolása, az anyanyelvi tájékoztatás, az anyanyelvi oktatás elérhetővé tétele.

## Szervezeti felépítés
Legfőbb szerve a közgyűlés, a napi munkát az elnökség irányítja.
- elnök: Hirnök József
- titkár: Fodor Klára
- Porabje - főszerkesztő: Szukics Mariann
- Porabje - munkatársak: Korpics Brigitta, Holecz Károly
- előadó: Bajzek Gyöngyi

## Kulturális egyesületek
A szövetség holdudvarába tartozó kulturális egyesületek:
- néptánccsoport, Felsőszölnök
- Pável Ágoston Vegyeskar, Felsőszölnök
- népdalkör, Felsőszölnök
- néptánccsoport, Szakonyfalu
- nyugdíjas asszonykórus, Szentgotthárd
- Nindrik-Indrik színjátszó csoport, Rábavidék
- vegyes kamarakórus, Szentgotthárd
- asszonykórus, Apátistvánfalva
- Veseli pajdaši színjátszó csoport, Apátistvánfalva
- I. gyermek néptánccsoport, Felsőszölnök
- II. gyermek néptánccsoport, Felsőszölnök
- gyermek színjátszócsoport, Felsőszölnök
- gyermek néptánccsoport, Apátistvánfalva
- gyermek énekkar, Apátistvánfalva
- ifjúsági színjátszó csoport, Szentgotthárd

## Kiadványok
Az egyesület a Porabje című nemzetiségi hetilap mellett több könyv kiadójaként vagy támogatójaként is szerepel.

## Külső hivatkozások
- Hivatalos honlap